# Clytie obscura
Clytie obscura là một loài bướm đêm trong họ Erebidae.